# Geometrija
Geometríja je znanstvena disciplina matematike, ki se ukvarja s prostorskimi značilnostmi teles in njihovimi medsebojnimi odnosi. Geometrija je zgrajena na sestavu aksiomov, izkustveno ali intuitivno določenih značilnosti prostora, ki jih ne moremo dokazati z osnovnejšimi zakonitostmi. Geometrija je ena najstarejših znanosti.

## Zemljemerstvo
Prve začetke geometrije lahko najdemo v Mezopotamiji, Egiptu (Rhindov papirus, Moskovski papirus) in v dolini Inda okoli leta 3000 pr. n. št. Ta geometrija je bila predvsem praktično usmerjena. Preučevala je probleme povezane z zemljemerstvom. Tudi sama beseda geometrija izvira iz grških besed starogrško γη [ge] (starejša oblika: starogrško γαία [gaja]) = zemlja +  starogrško μετρία [metria] = merjenje. V današnjem času se za zemljemerstvo uporablja besedo geodezija, sodobna geometrija pa je matematična panoga, ki ni več povezana z dejanskim merjenjem zemlje.

## Pomembni koncepti geometrije

### Aksiom
Evklid je v svojih Elementih, ki je ena najvplivnejših knjig napisana doslej, uporabil abstraktni pristop k geometriji. Uvedel je določene aksiome ali postulate, ki izražajo primarne ali samoumevne lastnosti točk, črt in ravnin. Z matematičnim sklepanjem je izpeljal druge lastnosti. Značilna lastnost Evklidovega pristopa k geometriji je bila njegova strogost, ki je postala znana kot aksiomatska ali sintetična geometrija. V začetku 19. stoletja je odkritje neevklidskih geometrij Nikolaja Ivanoviča Lobačevskega (1792–1856), Jánosa Bolyaija (1802–1860), Carla Friedricha Gaussa (1777–1855) in drugih privedlo do oživitve zanimanje za to disciplino, v 20. stoletju pa je David Hilbert (1862–1943) uporabil aksiomatsko sklepanje, da bi postavil sodoben temelj geometrije.

### Točka
Točke veljajo za temeljne objekte v evklidski geometriji. Definirane so bile na različne načine, vključno z Evklidovo definicijo 'tisto, kar nima delov.' in z uporabo algebre ali gnezdenih množic. Na mnogih področjih geometrije, kot so analitična geometrija, diferencialna geometrija in topologija, velja, da so vsi objekti zgrajeni iz točk.

### Premica
Premico je Evklid opisal kot "dolžina brez širine". V sodobni matematiki je glede na množico geometrij pojem premice tesno povezan z opisom geometrije. Na primer, v analitični geometriji je premica v ravnini pogosto definirana kot množica točk, katerih koordinate ustrezajo dani linearni enačbi, v bolj abstraktnem okolju, kot je incidenčna geometrija, pa je premica lahko neodvisen objekt, ločen od množice točk, ki na njem ležijo. V diferencialni geometriji je geodetka  posplošitev pojma premice za »ukrivljene prostore«.

### Ravnina
Ravnina je ravna, dvodimenzionalna površina, ki sega neskončno daleč. Ravnine se uporabljajo na vseh geometrijskih področjih. Na primer, ravnine lahko preučujemo kot topološko ploskev brez sklicevanja na razdalje ali kote; lahko jih preučujemo kot afine ravnine, kjer je mogoče preučevati kolinearnost in razmerja, ne pa tudi razdalj; lahko preučujemo kompleksna ravnina s tehnikami kompleksne analize; itd.

### Kot
Evklid je definiral ravninski kot kot medsebojni naklon dveh črt v ravnini, ki se srečata in ne ležita vzporedno. V sodobnem smislu je kot lik, ki ga tvorita dva poltraka, imenovana stranice kota, ki imata skupno končno točko, imenovano vrh kota.
V evklidski geometriji se koti uporabljajo za preučevanje mnogokotnikov in trikotnikov. Študija kotov trikotnika ali kotov v enotski krožnici je osnova trigonometrije.
V diferencialni geometriji in infinitezimalnem računu lahko kote med ravninskimi krivuljami ali prostorskimi krivuljami ali površinami izračunamo z odvodom.

### Krivulja
Krivulja je enodimenzionalni objekt, ki je lahko raven (kot črta) ali ne; krivulje v dvodimenzionalnem prostoru imenujemo ravninske krivulje, tiste v tridimenzionalnem prostoru pa prostorske krivulje.

### Površina
Površina je dvodimenzionalni objekt, na primer krogla ali paraboloid. V diferencialni geometriji in topologiji, so površine opisane z dvodimenzionalnimi okolicami, ki so sestavljene z difeomorfizmi ali homeomorfizmi. V algebrski geometriji so površine opisane s polinomskimi enačbami.

### Mnogoterost
Mnogoterost je posploševanje konceptov krivulje in površine. V topologiji je mnogoterost topološki prostor, kjer ima vsaka točka okolico, ki je homeomorfna evklidskemu prostoru. V diferencialni geometriji je diferenciabilna mnogoterost prostor, v katerem je vsaka okolica difeomorfna v evklidskem prostoru.
Mnogoterosti se pogosto uporabljajo v fiziki, v splošni teoriji relativnosti in teoriji strun.

### Dolžina, površina in prostornina
Dolžina, površina in prostornina opisujejo velikost ali obseg predmeta v eni, dveh dimenzijah ali treh dimenzijah.
V evklidski in analitični geometriji lahko dolžino dela črte pogosto izračunamo s Pitagorjevim izrekom.
Površino in prostornino lahko opredelimo kot temeljne količine ločeno od dolžine, ali pa jih opišemo in izračunamo glede na dolžine v ravnini ali v tridimenzionalnem prostoru. Matematiki so iznašli veliko eksplicitnih formul za površino in formul za prostornino različnih geometrijskih objektov. V Infinitezimalnem računu lahko površino in prostornino definiramo v smislu integralov, kot sta Riemannov integral ali Lebesgueov integral.

#### Meritve in mere
Koncept dolžine ali razdalje je mogoče posplošiti, kar je vodilo v idejo o metrikah. Na primer, evklidska metrika meri razdaljo med točkami v evklidski ravnini, medtem ko hiperbolična metrika meri razdaljo v hiperbolični ravnini. Drugi pomembni primeri meritev vključujejo Lorentzovo metriko posebne relativnosti in pol-Riemannovo metriko splošne relativnosti.
V drugi smeri se koncepti dolžine, površine in prostornine razširijo s teorijo mere, ki preučuje metode dodeljevanja velikosti ali mere množicam, pri čemer mere sledijo pravilom, podobnim tistim pri klasični površini in prostornini.

### Skladnost in podobnost
Skladnost in podobnost sta pojma, ki opisujeta, kdaj imata dve obliki podobne lastnosti. V evklidski geometriji se podobnost uporablja za opis objektov enake oblike, medtem ko se za opis objektov, ki so po velikosti in obliki enaki, uporablja skladnost. Hilbert je v svojem delu o ustvarjanju strožjih temeljev za geometrijo obravnaval skladnost kot nedefiniran izraz, katerega lastnosti so opredeljene z aksiomi.
Skladnost in podobnost sta posplošeni v transformacijski geometriji, ki preučuje lastnosti geometrijskih objektov, ki jih ohranjajo različne vrste transformacij.

### Konstrukcije z ravnilom in šestilom
Klasični geometri so posebno pozornost namenili konstruiranju geometrijskih objektov, ki so bili opisani na kakšen drug način. Klasično sta edina instrumenta, dovoljena v geometrijskih konstrukcijah, šestilo in ravnilo. Prav tako je morala biti vsaka konstrukcija dokončana v omejenem številu korakov. Vendar se je izkazalo, da je bilo s temi orodji težko ali nemogoče rešiti nekatere težave.

### Dimenzija
Kjer je tradicionalna geometrija dovoljevala dimenzije 1 (premica), 2 (ravnina) in 3 (naš okoliški svet, ki smo si ga zamislili kot trirazsežni prostor), so matematiki in fiziki že skoraj dve stoletji uporabljali višje dimenzije. Eden od primerov matematične uporabe višjih dimenzij je konfiguracijski prostor fizikalnega sistema, ki ima dimenzijo, ki je enaka prostostni stopnji sistema. Na primer, konfiguracijo vijaka lahko opišemo s petimi koordinatami.
V splošni topologiji je bil koncept dimenzije razširjen iz naravnih števil na neskončno dimenzijo (na primer Hilbertovi prostori) in pozitivna realna števila (v fraktalni geometriji). V algebrski geometriji je dimenzija algebrske varietete dobila številne na videz različne definicije, ki so si najpogosteje med seboj enakovredne.

### Ostalo
- daljica, krivulja,
- razdalja,
- trikotnik, štirikotnik, n-kotnik,
- krog, krožnica,
- obseg, ploščina itd.
- ploskev,
- prizma, piramida,
- valj, stožec, krogla,
- prostornina itd.

## Sodobna geometrija

### Evklidska geometrija
Za očeta sodobne matematične geometrije velja Evklid iz Aleksandrije. Njegovo delo Elementi je lahko še danes zgled za znanstveni način pisanja. Evklid je izhajal iz majhnega števila očitnih resnic, ki jih je imenoval aksiomi oziroma postulati. Na podlagi teh je potem postopoma izpeljal vse bolj zapletene značilnosti. 
Evklidska geometrija je dolga stoletja veljala za edino geometrijo sploh in je še danes nezamenljivi temelj vsakega resnega geometrijskega dela.
Evklidska geometrija zajema naslednja poglavja oziroma téme:
- Planimetrija ali ravninska geometrija govori o delih ravnine – ravninskih likih.
- Stereometrija ali prostorska geometrija govori o delih prostora – prostorskih telesih.
- Geometrija je bila dolgo časa usmerjena zlasti v risanje (geometrijske kostrukcije), šele pozneje se je močno povečalo zanimanje za računsko geometrijo. Zelo pomemben del računske geometrije je trigonometrija, ki obravnava postopke za računanje dolžin stranic in velikosti kotov v trikotniku. Sodobna trigonometrija se je lahko razvila šele po uvedbi kotnih funkcij. Glavna izreka trigonometrije sta sinusni in kosinusni izrek.

### Neevklidska geometrija
V 19. stoletju so se pojavile prve ideje o geometriji, ki bi slonela na drugačnih osnovah kot evklidska geometrija. 
Nikolaj Ivanovič Lobačevski in János Bolyai sta odkrila hiperbolično geometrijo, v kateri skozi dano točko T, ki ne leži na premici p, poteka neskončno mnogo vzporednic k premici p.
Bernhard Riemann pa je odkril eliptično geometrijo, v kateri vzporednice sploh ne obstajajo.

### Analitična geometrija
Dolga stoletja je bila geometrija povsem ločena od aritmetike. Med geometrijskimi pojmi kot so točke, premice ipd. in števili ni bilo prave povezave. Šele v 17. stoletju je René Descartes izumil najpomembnejšo povezavo med geometrijo in aritmetiko: kartezični koordinatni sistem. 
Koordiantni sistem omogoča, da lego točke opišemo s števili in potem s temi računamo. Premice in krivulje pa opišemo z enačbami. 
Uvedba koordinatnega sistema je imela za posledico razvoj matematične analize, zlasti infinitezimalnega računa. Od takrat naprej se geometrija deli še na dve vrsti:

#### Elementarna geometrija
Elementarna geometrija obravnava probleme, ki se jih rešuje na klasični način – brez uporabe orodij matematične analize (odvod, integral ipd.). 
V elementarno geometrijo sodijo zlasti značilnosti likov, ki so jih preučevali že antični geometri.

#### Višja geometrija
Višja geometrija obravnava probleme, ki se jih rešuje z uporabo orodij matematične analize (odvod, integral ipd.). 
V višjo geometrijo sodijo naslednji problemi:
- računanje dolžine loka splošne krivulje,
- računanje ploščine lika omejenega s krivuljami,
- računanje površine splošne ploskve,
- računanje prostornine telesa omejenega s krivimi ploskvami.

### Afina in projektivna geometrija
Že Leonhard Euler (18. stoletje) je premišljeval o posplošitvi geometrije. Njegova odkritja so pripeljala do odkritja afine geometrije. Nadaljnjo posplošitev imenujemo projektivna geometrija. Njene temelje sta postavila Gérard Desargues in Jean-Victor Poncelet.
Danes velja projektivna geometrija za najsplošnejšo geometrijo, ki zajema evklidsko in tudi neevklidske geometrije. Skupna značilnost vseh geometrij, ki jih zajema, je homogenost – gre za geometrije, ki so povsod enake: v okolici poljubne točke veljajo iste značilnosti.

### Mnogoterosti
Še splošnejša geometrija se je razvila iz preučevanja značilnosti ploskev. Ukrivljena oziroma neravna ploskev ima v okolici različnih točk lahko različne geometrijske značilnosti. Kmalu po tem se je pojavila ideja o ukrivljenem oziroma neravnem prostoru, za katerega velja isto. 
Geometrijske značilnosti posplošenega n-razsežnega neravnega prostora preučuje geometrija mnogoterosti. Albert Einstein je izoblikoval svojo splošno teorijo relativnosti na zamisli o ukrivljenem prostor-času.